# Knud Enemark Jensen
Knud Enemark Jensen (ur. 30 listopada 1936 w Aarhus, zm. 26 sierpnia 1960 w Rzymie) – duński kolarz, który zmarł w 1960 roku, ulegając wypadkowi podczas zawodów na igrzyskach olimpijskich w Rzymie. Był on wcześniej znany z udziału w aferze dopingowej.

## Życiorys
Knud Enemark Jensen urodził się w Aarhus. W 1960 roku, zdobył złoty (indywidualnie) i srebrny (drużynowo) medal mistrzostw Skandynawii.
26 sierpnia 1960 roku, na Viale Cristoforo Colombo w Rzymie przy ponad 40-stopniowym upale odbył się kolarski wyścig drużynowy w ramach turnieju olimpijskiego. Jeden z członków duńskiej drużyny, Jørgen Jørgensen wypadł z wyścigu z powodu udaru słonecznego po pierwszym okrążeniu, co wymagało ukończenia wyścigu przez trzech pozostałych zawodników, aby ich nie zdyskwalifikowano.
Jensen w pewnej chwili powiedział do swoich kolegów z drużyny, że poczuł zawroty głowy. Niels Baunsøe i Vagn Bangsborg złapali Jensena za koszulkę, trzymając go przed upadkiem. Bangsborg spryskał Jensena wodą, co prowadziło do widocznej poprawy, ale gdy Baunsof puścił, Jensen upadł i uderzył głową o chodnik, doznając złamania kości czaszki. 
Jensen został przywieziony karetką do przegrzanego wojskowego namiotu w pobliżu mety, gdzie zmarł po godzinie nie odzyskawszy przytomności. Książę Axel, członek MKOl-u, był w drodze do łóżka Jensena, gdy ten zmarł.
Oluf Jørgensen, trener duńskich kolarzy, powiedział duńskim śledczym, iż przed wyścigiem podał Jensenowi i niektórym zawodnikom Ronicol (alkohol nikotynylowy), rozszerzający naczynia. Sekcja zwłok Jensena została przeprowadzona przez Instituto di Medicina Legale.
W dniu 25 marca 1961 roku, trzech włoskich lekarzy dokonujących autopsji przedstawiło końcowy raport stwierdzający, że śmierć Jensena była spowodowana udarem słonecznym i że żadnych narkotyków nie stwierdzono w jego organizmie. Kompletny raport z autopsji nigdy nie został odczytany publicznie. Wiele lat później, Alvaro Marchiori, jeden z lekarzy, który przeprowadził sekcję zwłok, stwierdził, że w ciele Jensena znaleziono kilka substancji, w tym amfetaminę. 
Śmierć Jensena spowodowała, że Międzynarodowy Komitet Olimpijski utworzył komisję lekarską w 1961 roku i zmusiła ich do przeprowadzania badań antydopingowych w 1968 roku podczas zimowych igrzysk w Grenoble i letnich igrzysk w Meksyku.

## Życie prywatne
Knud Enemark Jensen był żonaty z siostrzenicą duńskiego kolarza, mistrza olimpijskiego z Amsterdamu 1928, Henry'ego Hansena. Jego rodzina otrzymała milion lirów (1600 $) z polisy ubezpieczeniowej w ramach olimpijskiego odszkodowania za jego śmierć.